# Тврђава Кастел
За остале употребе, погледајте Кастел (вишезначна одредница).
Тврђава Кастел се налази у Бањој Луци и представља најстарији историјски споменик у овом граду. Саграђена је на лијевој обали Врбаса, између данашњег Градског моста и ушћа ријеке Црквене.
У прошлости Кастел је био јако војничко утврђење и штитио је котлину Врбаса од непријатељских налета, прије свега са сјевера. Тврђава је са свих страна опасана дебелим каменим зидовима, на којима су подигнуте пушкарнице и осматрачнице.
У њеној унутрашњости, поред љетне позорнице, игралишта за дјецу и националног ресторана данас се налазе просторије Завода за заштиту културно историјског и природног насљеђа Републике Српске који ради од 1976. године.
Почетком 2012. године најављен је почетак радова на реконструкцији тврђаве Кастел. Истраживањем бедема тврђаве током 2013. године пронађени су бројни предмети из 17. и 18. века, међу њима и једно потпуно очувано јаје.

## Историја
На мјесту тврђаве Кастел су пронађени бројни остаци и предмети из времена Римског царства. Највјероватније су прво утврђење (Кастра) саградили Римљани у 2. вијеку. Кастра се налазила у граничном појасу између двије немирне илирске провинције Далмације и Паноније. Припадала је тадашњој Далмацији, као њен најсјевернији дио.
Ово утврђење се могло налазити у југоисточном дијелу данашње тврђаве Кастел, гдје су се свакако налазиле и управне зграде, док су цивилни садржаји вјероватно били распоређени сјеверозападно од војног логора.
По досељавању Словена, тврђава је разорена и на њеном мјесту је настало словенско насеље градинског типа. У средњем вијеку нема поузданих података о овој локацији, а улогу Кастре тада преузима утврђени град који се налазио у јужном дијелу данашње Бање Луке.
Након турског освајања у 16. вијеку, Бања Лука је постала сједиште босанског санџака, а тврђава на ушћу Црквене важан војни и административни центар. Кастел се развијао и током 17. вијека, а своје коначне габарите је добио 1714. године за вријеме Нуман-паше Ћуприлића. Тада је проширен по угледу на равничарске тврђаве у Славонији. Тврђава је добила форму издуженог трапеза омеђеног бедемима, бастионима са кулама и подземним пролазима, док је воденим шанцем окружена са западне стране.
Године 1737. десила се најпознатија битка код тврђаве Кастел. Снажне аустријске јединице под командом генерала Хилденбургхаузена су продрле у долину Врбаса и у јулу мјесецу почеле опсједати Кастел. Међутим, док је аустријска војска ударала на тврђаву, изненада јој је ударио с леђа босански валија Али-паша Хекимоглу и до ногу потукао аустријску војску, која је имала огромне губитке.

У 19. вијеку Кастел је, као и друге тврђаве, изгубио војни значај који је раније имао.

## Реконструкција тврђаве
Одлуком Европске уније да помогне из претприступних фондова у реконструкцији тврђаве, коначно је заустављено вишедеценијско пропадање Кастела. Обнова Цјелине 9 — прва фаза, је у великој мјери завршена у 2013. години а за читаву Цјелину 9 одобрено је 2,5 милиона евра. За Цјелину 2, чија је обнова планирана у 2014. из претприступних фондова Европске уније одобрено је 1,13 милиона евра.

## Галерија
- Главни улаз у тврђаву, на западној страни
- Ноћни поглед на западне бедеме тврђаве
- Ноћни поглед на тврђаву и ријеку Врбас
- Поглед на тврђаву са десне обале Врбаса
- Кастел — Игра сенки
- Унутрашњост
- Западна страна
- Зелена површина поред тврђаве
- Ријека Врбас уз Кастел
- Кастел — излаз ка Врбасу
- Кула и излаз ка Врбасу
- Кастел — брава
- Кастел — спој прошлости и садашњости
- Реконструкција Кастела
- Кастел
- Дио тврђаве
- Кастел
- Прозор
- Степенице
- Улаз
- Дио тврђаве
- Дио тврђаве
- Кастел у огледалу
- Сумрак над Кастелом
- Старе камене степенице на Кастелу
- Камене степенице унутар Кастела
- Зидине Кастела
- Реконструкција спољашњих зидова
- Кастел
- Оронула кула у оквиру Кастела
- Кастел, детаљ
- Старо дрво унутар Кастела